# Saint-Sernin (Ardèche)
Saint-Sernin ist eine französische Gemeinde mit 1842 Einwohnern (Stand 1. Januar 2022) im Département Ardèche in der Region Auvergne-Rhône-Alpes.

## Geographie
Die Gemeinde Saint-Sernin liegt im Tal der Ardèche südlich von Aubenas. Die stillgelegte Eisenbahnstrecke zwischen Vogüé und Robiac-Rochessadoule verläuft durch den Ort.